# 三菱・コルト800
コルト800 (COLT 800)は、三菱自動車工業の前身である三菱重工業が製造・販売していた乗用車。
本稿では便宜上、改良型であるコルト1000F、コルト1100F、コルト11Fについても記述する。

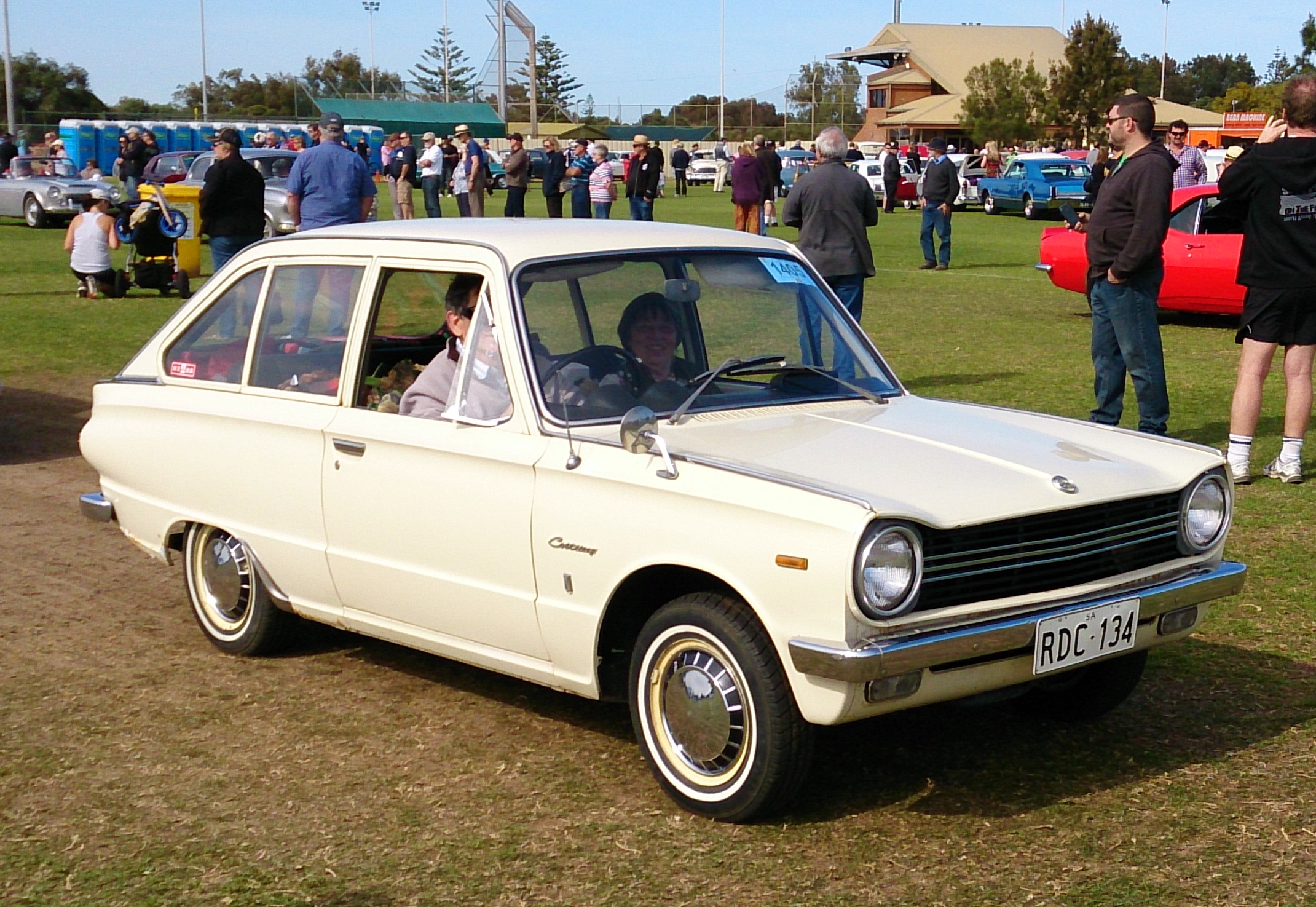
三菱コルト1100F

## 概要
通産省の国民車構想により登場した三菱500、その後のコルト600よりも上級にあたるモデルである。1960年代にマイカーブームが起きつつある中で、トヨタ・パブリカ、マツダ・ファミリア等の800cc前後のクラスの大衆車市場を狙って1965年に登場。初代ミニカを生産していた岡山県の水島製作所で開発、生産された。
最大の特徴は国内初のファストバックセダンであったことと、（同年同月にトヨタ・コロナの派生車コロナ5ドアもファストバックで登場している）国内で初めてサイドウインドウにカーブドグラスを採用したことで、この先進的なデザインは嘱託の工業デザイナー金子徳次郎によるものだった。
2年早く登場したコルト1000（後にコルト1500となる）は名古屋製作所（後の三菱自動車工業岡崎工場）で開発され、4サイクルエンジンを積んだ正統派のノッチバックセダンであったのに対して、コルト800は水島製作所で開発され、一クラス下の先進的ファストバックセダンとして位置づけられていた。
フロントエンジン・リアドライブ方式で、エンジンは軽量で高出力な2サイクルエンジンであったが、白煙の排気ガスが多い事が販売不振に繋がり、マイナーチェンジでコルト1000の4サイクルエンジンを積み、更にはリヤのトランクをゲート式にしたハッチバックモデルを追加するなど次々と梃入れを行ったが、1年後に発売されマイカーブームの頂点に立ったトヨタ・カローラや日産・サニーに太刀打ちすることはできず、1971年に生産・販売終了となった。

## 解説
保守的なノッチバックスタイルの2ドア、および4ドアセダンであるコルト1000とは対照的に、当時、国際的に流行した独特のファストバックスタイルを備えていたことが800系最大の特徴で、当初テールゲートを持たなかったが、1966年にピックアップトラックが、1967年末に3ドアセダンが、1968年初めには4ドアセダンがそれぞれ追加設定された。
エンジンは当初、3G8型2ストローク水冷直列3気筒843cc、最高出力45PS/4,500rpm、最大トルク8.4kgm/3,000rpmの1種類で、駆動方式も三菱500・コルト600でのRRでなく、ミニカでも採用されていた一般的なFRに変更された。サスペンションも前輪はダブルウィシュボーンと横置きリーフスプリングで、後輪はリジッドアクスルとリーフスプリングとなった。エンジンを除けば、極めて平凡堅実な構成である。
コルト800は、同時期のスズキ・フロンテ800とともに日本の小型乗用車の中では数少ない3気筒2ストロークエンジンを搭載した個性派で、120°等間隔点火によるスムースな回転特性を長所としたが、多数派である直列4気筒4ストロークエンジンの実用上の優位性に勝ち目は無く、800-1000ccクラスの競合車輩出もあった。更に2ストロークエンジンは排気の煙が沢山出る為、当時大気汚染が社会問題化していた事もあり、敬遠されて販売は伸び悩んだ。
1966年9月、コルト800のボディに上級モデルであるコルト1000のKE43型4サイクル直列4気筒OHV997ccを移植した1000Fを追加、てこ入れ策とした。最高出力55PS/6,000rpm最大トルク7.5kgM/3,800rpmで最高速度は135km/h。
1968年10月には、1100Fスーパースポーツ登場、直後に800の生産が打ち切られ、1000F／1100Fの2本立てとなり、1969年5月には1000が消滅し、1100Fのみとなり、名称も11Fに変更された。内外装の変更を最後に、1971年10月を以って販売終了となった。なお、同車の実質的な後継車は1973年2月に発売を開始したランサーとなる。

## 歴史

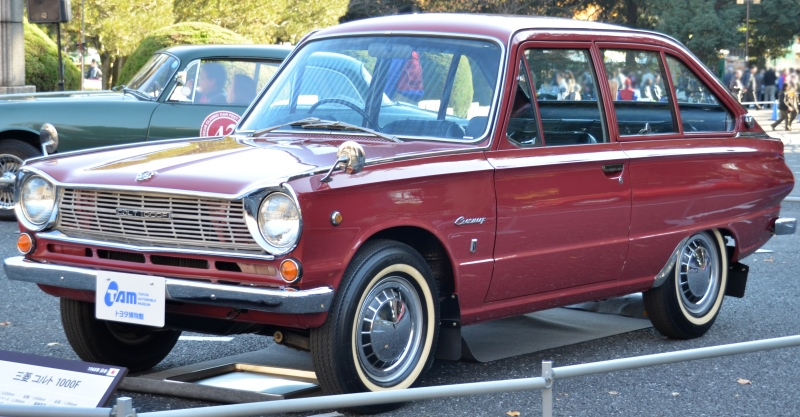
コルト1000F

- 1965年11月-水島製作所初の小型乗用車として発売。トヨタ・パブリカが700ccだったので対抗して排気量が800ccになった。当時としては、めずらしいファストバック型の2ドアセダンだった。
- 1966年9月：1000ccの1000Fを発売。同時に2ドアピックアップ（トラック）のコルトトラックを追加。
- 1967年8月：1000Fにハッチバック機構のバックドアを加えた3ドアセダンを発売。
- 1968年8月：マイナーチェンジが行われ、4ドアと1100ccの1100Fを追加。
- 1968年10月：スポーティバージョン1100Fスーパースポーツを追加。
- 1969年5月：マイナーチェンジで1100Fを11Fの名称に変更。
- 1969年10月：11Fスーパースポーツのみ11-SSに変更。
- 1970年7月：製造事業者が三菱重工業から三菱自動車工業へ移管。
- 1971年10月：販売終了。生産台数は17万6326台[1]

## レース
- コルト1000Fは三菱の国際ラリー車第1号としてサザンクロスラリーにも参戦した。